# Jerzy Boroń

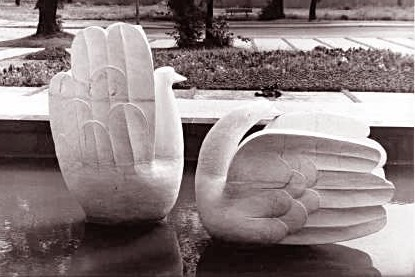
Łabędzie, ceramika

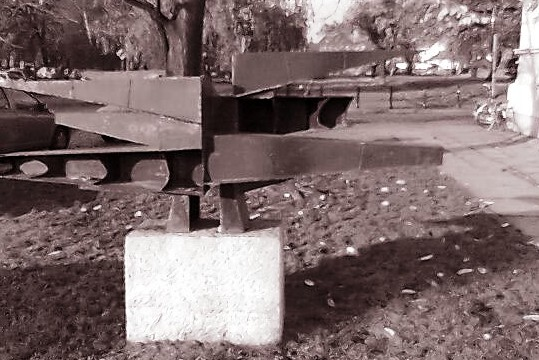
Broń, metaloplastyka, kompozycja towarzysząca zdemontowanemu w 1991 roku Obeliskowi Poległych Funkcjonariuszy MO

Jerzy Boroń (ur. 4 kwietnia 1924 w Kołomyi, zm. 20 maja 1986 r. we Wrocławiu) – polski rzeźbiarz, członek tzw. Grupy Wrocławskiej skupionej wokół Eugeniusza Gepperta. Pedagog wrocławskiej Państwowej Wyższej Szkoły Sztuk Plastycznych (PWSSP) we Wrocławiu w latach 1953–1986.

## Życiorys
Był jednym z czworga dzieci Stanisława Boronia, wieloletniego dyrektora Państwowego Gimnazjum Męskiego nr 5 im. Kazimierza Jagiellończyka w Kołomyi (zamordowanego w 1943 w obozie koncentracyjnym na Majdanku) i Jadwigi z Czaykowskich.
Uczeń Borysa Michałowskiego. Po ukończeniu studiów (1948–1953) ze specjalizacją w rzeźbie na PWSSP, został asystentem w Katedrze Rzeźby na Wydziale Ceramiki i Szkła PWSSP we Wrocławiu (1953–57), następnie w latach 1964–1967 był kierownikiem Pracowni Rzeźby w Architekturze, a w latach 1975–1986 Pracowni Rzeźby w Urbanistyce. W latach 1972–1975 dziekan Wydziału Malarstwa Grafiki i Rzeźby, a w latach 1974–1977 prorektor PWSSP ds. Artystyczno-Badawczych.
Pod koniec lat 50. jego praca skupiała się na plastyce w architekturze i przemyśle, którą prowadził z grupą innych artystów, i w związku z którą organizował wystawy problemowe np.: Poszukiwania formy i koloru (1957 r.) i Funkcja formy i koloru (1961 r.). W 1964 roku zorganizował w Bolesławcu pierwszy plener ceramiczny, który z czasem stał się międzynarodową imprezą kulturalną pod nazwą Międzynarodowy Plener Ceramiczno–Rzeźbiarski. Jerzy Boroń tworzył także rzeźby w powiązaniu z przemysłem i architekturą, gdzie jego prace charakteryzowała skondensowana, syntetyczna forma z wyraźną ekspresją artystyczną. W swoich rzeźbach wykorzystywał kamień, ceramikę i stal.
Jego realizacje plenerowe to m.in. spawana rzeźba ze stali przy Obelisku Poległych Funkcjonariuszy MO we Wrocławiu (1964 r.; zdemontowana w 1991 r., przeniesiona na skwer obok wrocławskiej ASP), pomnik Era kosmiczna (1969 r.; wykonany z aluminium, usytuowany w dawnej fosie miejskiej na terenie Oleśnicy), ceramiczna kompozycja Łabędzie (1978 r.) przed wrocławskim Centrum Diagnostyki Medycznej „DOLMED” oraz Obelisk ku Czci Pomordowanych Patriotów przy skrzyżowaniu ulic Reymonta i Kleczkowskiej we Wrocławiu (1985 r.; wspólnie z Wiesławem Chmielem, jako jego opiekun artystyczny).
Odznaczenia
- 1945 – Medal za Odrę, Nysę, Bałtyk,
- 1951 – Medal Zwycięstwa i Wolności 1945,
- 1951 – Odznaka Grunwaldzka,
- 1971 – Złoty Krzyż Zasługi,
- 1971 – Budowniczy Wrocławia,
- 1971 – Zasłużony dla Dolnego Śląska,
- 1972 – Medal „Za zasługi dla obronności kraju”
- 1976 – Krzyż Kawalerski Orderu Odrodzenia Polski